# Alligny-en-Morvan
Alligny-en-Morvan är en kommun i departementet Nièvre i regionen Bourgogne-Franche-Comté i de centrala delarna av Frankrike. Kommunen ligger i kantonen Montsauche-les-Settons som tillhör arrondissementet Château-Chinon (Ville). År 2022 hade Alligny-en-Morvan 603 invånare.

## Befolkningsutveckling
Antalet invånare i kommunen Alligny-en-Morvan
| Referens: INSEE |